# Diphosgène
Le diphosgène est un équivalent liquide du phosgène gazeux. Son nom suggère qu'il correspond à deux molécules de phosgène, ce qui est le cas car la réaction d'un nucléophile avec une molécule de diphosgène libère une molécule de phosgène dans le milieu réactionnel :
.
Le diphosgène a été utilisé comme gaz de combat par l'armée allemande pendant la guerre 1914-1918, il était connu en France sous le nom de supralite et de perstoff en Allemagne.